# Tsuga sieboldii
Espèce
Statut de conservation UICN

 NT  : Quasi menacé
Tsuga sieboldii, nommé communément en japonais Tsuga (栂), est une espèce de plantes appartenant à la famille des Pinaceae. C’est un arbre originaire du Japon et de Corée du Sud.

## Répartition et habitat
On le trouve au Japon (sur les îles de Honshu, Kyushu et Shikoku) ainsi qu'en Corée du Sud. Il pousse sur les collines et les montagnes à une altitude entre 400 et 1 500 m. Le climat est tempéré humide avec des précipitations annuelles entre 1 000 et 2 000 mm. L'hiver est relativement doux. 
Il pousse avec d'autres conifères : Abies firma, Pseudotsuga japonica, Chamaecyparis obtusa, Cryptomeria japonica, Pinus densiflora, Pinus parviflora et Sciadopitys verticillata, ainsi qu'avec des feuillus dont : Stewartia monadelpha, Distylium racemosum et Trochodendron aralioides.